# Bukombe (Distrikt)
Bukombe ist ein Distrikt der Region Geita in Tansania mit dem Verwaltungszentrum in der Stadt Ushirombo. Der Distrikt grenzt im Nordwesten an die Region Kagera, im Norden an den Distrikt Chato, im Nordosten an den Distrikt Mbogwe, im Südosten an die Regionen Shinyanga und Tabora und im Westen an die Region Kigoma.

## Geographie
Der Distrikt ist 8056 Quadratkilometer groß und hat 407.102 Einwohner (Volkszählung 2022). Er liegt auf dem ostafrikanischen Hochplateau in einer Seehöhe von 1100 bis 1300 Meter. Mehr als drei Viertel der Fläche sind Wildreservate und Waldgebiete. Die jährliche Niederschlagsmenge liegt zwischen 700 und 1000 Millimeter.

## Geschichte
Der Name kommt vom Sumbwa-Wort „Bukombe“, das eine Zeremonie bei der Brautpreisverhandlung bedeutet. Der Distrikt wurde im Jahr 1995 durch Trennung des Distriktes Kahama gegründet. Im Jahr 2013 wurde der Distrikt Mbogwe abgespalten und seither hat Bukombe die jetzige Form.

## Verwaltungsgliederung
Der Distrikt wird in die drei Divisionen Siloka, Bukombe und Ushirombo sowie in 17 Bezirke (Wards) untergliedert:
| Nr. | Bezirk (Ward)     | Einwohner 2012 | Einwohner 2022 |
| --- | ----------------- | -------------- | -------------- |
| 1   | Bugelenga         | 8.463          | 13.358         |
| 2   | Bukombe           | 11.706         | 18.302         |
| 3   | Busonzo           | 10.296         | 27.820         |
| 4   | Butinzya          | 9.877          | 12.920         |
| 5   | Bulega            | 13.520         | 20.718         |
| 6   | Igulwa            | 16.528         | 21.819         |
| 7   | Iyogelo           | 7.910          | 10.150         |
| 8   | Lyambamgongo      | 6.314          | 7.421          |
| 9   | Namonge           | 30.654         | 64.641         |
| 10  | Ng'anzo           | 8.922          | 14.059         |
| 11  | Runzewe Magharibi | 11.990         | 23.906         |
| 12  | Runzewe Mashakiri | 16.095         | 28.237         |
| 13  | Ushirombo         | 6.040          | 11.249         |
| 14  | Uyovu             | 29.909         | 70.659         |
| 15  | Katome            | 8.230          | 11.337         |
| 16  | Katente           | 19.982         | 22.323         |
| 17  | Bulangwa          | 8.106          | 28.183         |

| Die Bevölkerungszahl wächst nur schwach, sie nahm von 2002 bis 2012 von 214.321 auf 224.542 Einwohner zu. Dies entspricht einem jährlichen Wachstum von 0,7 Prozent, während die Wachstumsrate in der Region bei 2,5 Prozent lag. Von den über Fünfjährigen konnte im Jahr 2012 die Hälfte Swahili lesen und schreiben, zusätzlich sechs Prozent Englisch und Swahili. 43 Prozent waren Analphabeten. Bei der Volkszählung 2022 lebten 407.102 Menschen in 74.664 Haushalten. | Hier fehlt eine Grafik, die leider im Moment aus technischen Gründen nicht angezeigt werden kann. Wir arbeiten daran! |

- Bildung: In Bukombe gab es 78 Grundschulen und 18 weiterführende Schulen, von denen 16 öffentlich und 2 privat geführt wurden (Stand 2019).[7]
- Gesundheit: Für die medizinische Versorgung der Bevölkerung standen im Jahr 2019 ein Krankenhaus, drei Gesundheitszentren und fünfzehn Apotheken zur Verfügung. Von den Gesundheitszentren war eines privat, eines gehörte einer religiösen Organisation und drei wurden staatlich betrieben.[8]
- Wasser: Rund achtzig Prozent der Bevölkerung bekamen 2019 ihr Wasser aus traditionellen Brunnen oder natürlichen Quellen. Dieses Wasser ist weder sicher noch sauber.[3]

## Wirtschaft und Infrastruktur
| Die Landwirtschaft ist die wichtigste wirtschaftliche Tätigkeit, rund neunzig Prozent der Bevölkerung sind von ihr abhängig. Weitere Tätigkeiten sind Bergbau, Gelegenheitsarbeiten, Handel, Bienenzucht und die Erzeugung von Holzkohle. - Landwirtschaft: Die wichtigsten Früchte für den Eigenbedarf sind Mais, Maniok, Reis, Süßkartoffel, Hülsenfrüchte und Bananen. Für den Verkauf werden Baumwolle, Tabak und Sonnenblumen angebaut. Neunzig Prozent der Haushalte auf dem Land hielten auch Nutztiere, vor allem Hühner und Rinder (Stand 2012). - Forstwirtschaft: Aus den 598.200 Hektar Waldfläche werden Bauholz und Holzkohle erzeugt. Dadurch gehen jährlich 25.000 Hektar Waldfläche verloren. - Imkerei: Im Distrikt wurden aus 225.000 Bienenstöcken 63 Tonnen Honig und 3 Tonnen Bienenwachs gewonnen (Stand 2017). - Bergbau: Bergau wird nur in kleinem Maßstab betrieben (Stand 2017). | Hier fehlt eine Grafik, die leider im Moment aus technischen Gründen nicht angezeigt werden kann. Wir arbeiten daran! |

- Straßen: Durch den nördlichen Teil des Distriktes verläuft die Nationalstraße T3, die Dodoma über Singida mit Ruanda verbindet.[10]

## Politik
In Bukombe gibt es mehrere politische Parteien:
| Partei  | Name                                  |
| ------- | ------------------------------------- |
| C.C.M.  | Revolutionäre Partei                  |
| CUF     | Bürgerliche Einheitsfront             |
| NFS     | Reformpartei                          |
| CHADEMA | Partei für Demokratie und Entwicklung |
| TLP     | Tansanische Labour Party              |

## Naturschutzgebiete, Sehenswürdigkeiten
- Kigosi-Nationalpark: Dieses 7460 Quadratkilometer große Gebiet bedeckt mehr als die Hälfte des Distrikts. Es wurde im Jahr 1983 als Wildreservat eingerichtet und 2019 zum Nationalpark erklärt.[11][12]
- Moyowosi-Wildreservat: Im Südwesten hat Bukombe Anteil am 6000 Quadratkilometer großen Moyowosi-Wildreservat, das seit 1981 besteht. Es ermöglicht die Jagd auf Büffel, Löwen, Giraffen, Zebras und verschiedene Antilopen.[13]